# 伊賀流忍者博物館
伊賀流忍者博物館（いがりゅうにんじゃはくぶつかん）は、三重県伊賀市の上野公園（伊賀上野城）内にある忍者に関する博物館。
日本国外からの観光客が増加しており、2015年（平成27年）4月から11月までの入館者16万人のうち、日本国外からの入館者は約18,000人である。

## 概要
- 入館料は、大人800円・小人500円（2024年5月現在）
- 施設は、伊賀流忍者屋敷・忍術体験館・忍者伝承館からなる[1]。伊賀流忍者屋敷では、忍者の服装をした案内人が自ら実践しながら、忍者屋敷の様々な仕掛けを紹介。忍術体験館及び忍者伝承館では、忍者の道具や資料が展示してあるほか、ビデオで忍術の様子を紹介している。忍者グッズも販売している。
- 伊賀忍者特殊軍団　阿修羅」による忍術の実演ショーや手裏剣打ち体験なども行っている[2]（入館料とは別に観覧料金が必要）。
- 毎年末にはくノ一姿の女性職員が屋根や瓦の清掃を行う「すす払い」を行う[1]。

## 沿革

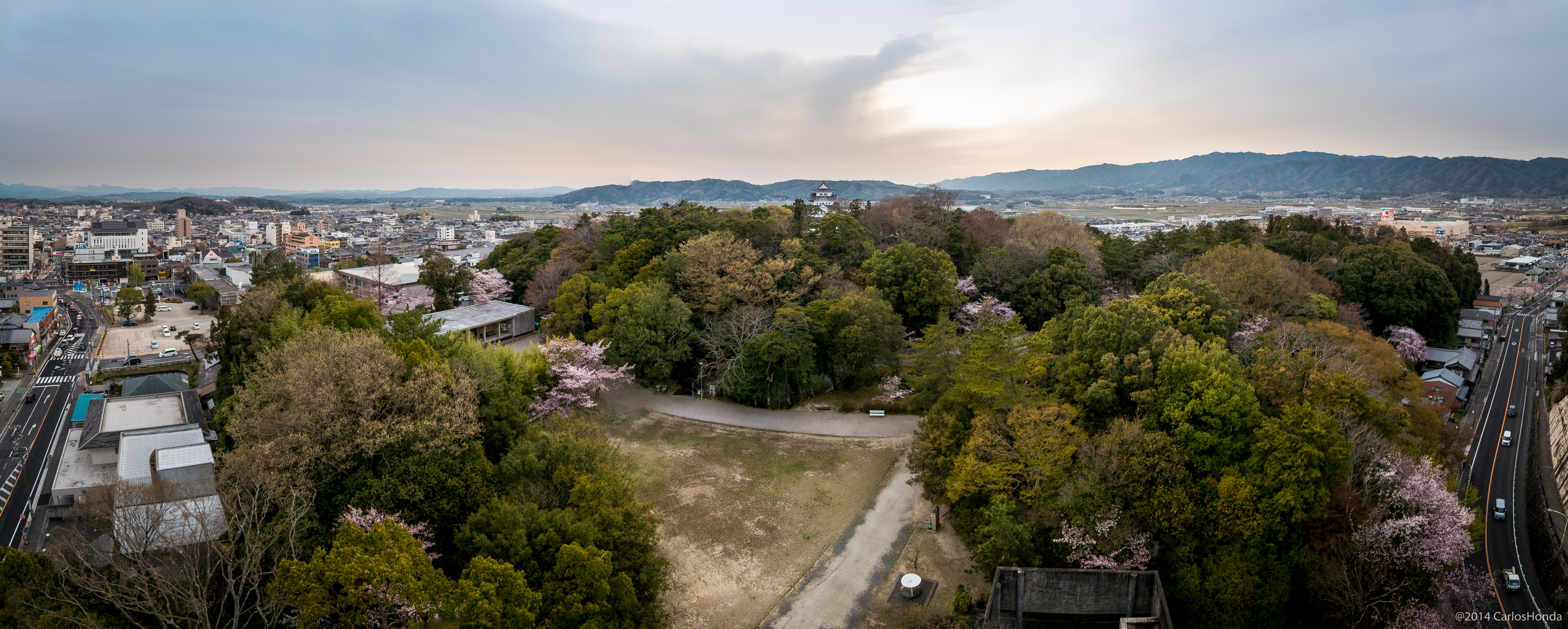
現在の伊賀市

- 1964年 - 上野市（現伊賀市）高山にあった民家を移築し、忍術研究家である奥瀬平七郎が忍者屋敷として開設。
- 1998年 - 施設を増築し、現在の名称である伊賀流忍者博物館に名称を変更。
- 2007年 - 仮想世界Second Life内に、伊賀流忍者博物館を再現した忍者の体験型テーマパークを開設（2010年3月閉鎖）。
- 2008年 - 博物館法に基づく登録博物館として、三重県が認定。